# دارلینگتون (ویسکانسین)
دارلینگتون، ویسکانسین  (به انگلیسی: Darlington) شهری در شهرستان لفییت ایالت ویسکانسین است که در سال ۱۸۷۷ بنیان‌گذاری شده‌است. این شهر طبق سرشماری سال ۲۰۱۰ میلادی ۲٬۴۵۱ نفر جمعیت داشته‌است.